# Stará Lehota
Stará Lehota (Hongaars: Szentmiklósvölgye) is een Slowaakse gemeente in de regio Trenčín, en maakt deel uit van het district Nové Mesto nad Váhom.
Stará Lehota telt 237 inwoners.